# Minuartia sabalanica
Minuartia sabalanica är en nejlikväxtart som beskrevs av Mostafa Assadi och Mostafavi. Minuartia sabalanica ingår i släktet nörlar, och familjen nejlikväxter. Inga underarter finns listade i Catalogue of Life.